# 각각의 의자
《각각의 의자》(それぞれの椅子 소레조레노이스[*])는 노기자카46의 2번째 정규 음반이다.

## 개요
전작 《투명한 색》으로부터 약 1년 4개월 만의 음반이다.

## 수록곡

### Type-A
CD
1. 命は美しい / 생명은 아름다워
(작사: 아키모토 야스시/ 작곡·편곡: Hiroki Sagawa)
2. 太陽ノック / 태양 노크
(작사: 아키모토 야스시 / 작곡: 쿠로스 카츠히코 / 편곡: 오사다 나오유키)
3. 今、話したい誰かがいる / 지금, 말하고 싶은 누군가가 있어
(작사: 아키모토 야스시 / 작곡·편곡: Akira Sunset, APAZZI)
4. ハルジオンが咲く頃 / 봄망초 필 무렵
(작사: 아키모토 야스시 / 작곡·편곡: Akira Sunset, APAZZI)
5. きっかけ / 계기
(작사: 아키모토 야스시 / 작곡: 스기야마 카츠히코 / 편곡: 스기야마 카츠히코, 아리키 타츠로)
6. 太陽に口説かれて / 태양에게 설득당해
(작사: 아키모토 야스시 / 작곡·편곡: 후지노 타카후미)
7. 欲望のリインカーネーション / 욕망의 리인카네이션
(작사: 아키모토 야스시 / 작곡·편곡: 와타나베 미키)
8. 悲しみの忘れ方 / 슬픔 잊는 법
(작사: 아키모토 야스시 / 작곡: 콘도 케이치 / 편곡: 쿠시타 마인)
9. 空気感 / 공기감
(작사: 아키모토 야스시 / 작곡·편곡: DR QUEENBEE)
10. 光合成希望 / 광합성 희망
(작사: 아키모토 야스시 / 작곡: 요시다 히로시 / 편곡: 노나카 “마사” 유이치)
11. 無表情 / 무표정
(작사: 아키모토 야스시 / 작곡·편곡: Akira Sunset)
12. あらかじめ語られるロマンス / 미리 이야기되는 로맨스
(작사: 아키모토 야스시 / 작곡·편곡: SoichiroK, Nozomu.S)
13. 隙間 / 빈틈
(작사: 아키모토 야스시 / 작곡·편곡: Akira Sunset, Carlos K.)
14. 急斜面 / 급사면
(작사: 아키모토 야스시 / 작곡: FURUTA, Yasutaka.Ishio / 편곡: 시게나가 료스케)
15. 羽根の記憶 / 날개의 기억
(작사: 아키모토 야스시 / 작곡: 스기야마 카츠히코 / 편곡: 스기야마 카츠히코, 아리키 타츠로)
16. 乃木坂の詩 / 노기자카의 시
(작사: 아키모토 야스시 / 작곡·편곡: 이데 코지)

DVD
1. 夏のFree＆Easy / 여름의 Free&Easy
2. ロマンスのスタート / 로맨스의 스타트
3. 会いたかったかもしれない / 만나고 싶었을지도 몰라
4. ロマンティックいか焼き / 로맨틱 오징어 야키
5. ガールズルール / 걸즈 룰
6. 何もできずにそばにいる / 아무것도 못한 채 곁에 있는다
7. 生まれたままで / 태어난 그대로
8. ここじゃないどこか / 여기가 아닌 어딘가
9. 指望遠鏡 / 손가락 망원경
10. 月の大きさ / 달의 크기
11. 失いたくないから / 잃고 싶지 않으니까
12. 人間という楽器 / 인간이라고 하는 악기

### Type-B
CD
1. 命は美しい / 생명은 아름다워
2. 太陽ノック / 태양 노크
3. 今、話したい誰かがいる / 지금, 말하고 싶은 누군가가 있어
4. ハルジオンが咲く頃 / 봄망초 필 무렵
5. きっかけ / 계기
6. 太陽に口説かれて / 태양에게 설득당해
7. 欲望のリインカーネーション / 욕망의 리인카네이션
8. 悲しみの忘れ方 / 슬픔 잊는 법
9. Threefold choice
(작사: 아키모토 야스시 / 작곡·편곡: 후루카와 타카히로)
10. 低体温のキス / 저체온의 키스
(작사: 아키모토 야스시 / 작곡: 나카타니 아츠코 / 편곡: 타노우에 요이치)
11. 遥かなるブータン / 머나먼 부탄
(작사: 아키모토 야스시 / 작곡: 츠키다 타다시 / 편곡: ha-j)
12. ポピパッパッパー / 포피팟파파
(작사: 아키모토 야스시 / 작곡·편곡: Akira Sunset, ha-j)
13. 制服を脱いでサヨナラを・・・ / 제복을 벗고 작별을・・・
(작사: 아키모토 야스시 / 작곡·편곡: 후루카와 타카히로)
14. 憂鬱と風船ガム / 우울과 풍선껌
(작사: 아키모토 야스시 / 작곡: HIROTOMO, Dr.Lilcom / 편곡: APAZZI)
15. 立ち直り中 / 재기 중
(작사: 아키모토 야스시 / 작곡: 후쿠다 타카시 / 편곡: TATOO)
16. 乃木坂の詩 / 노기자카의 시

DVD
1. 人はなぜ走るのか？ / 사람은 왜 달리는가?
2. せっかちなかたつむり / 성급한 달팽이
3. 左胸の勇気 / 왼쪽 가슴의 용기
4. 何度目の青空か？ / 몇 번째 푸른 하늘인가?
5. ダンケシェーン / 당케 쇤
6. そんなバカな・・・ / 그런 바보같은・・・
7. 心の薬 / 마음의 약
8. 13日の金曜日 / 13일의 금요일
9. 扇風機 / 선풍기
10. その先の出口 / 그 앞의 출구
11. 無口なライオン / 말 없는 라이온
12. 僕が行かなきゃ誰が行くんだ？ / 내가 안 가면 누가 가?
13. でこぴん / 데코핑
14. 吐息のメソッド / 한숨의 메서드

### Type-C
CD
1. 命は美しい / 생명은 아름다워
2. 太陽ノック / 태양 노크
3. 今、話したい誰かがいる / 지금, 말하고 싶은 누군가가 있어
4. ハルジオンが咲く頃 / 봄망초 필 무렵
5. きっかけ / 계기
6. 太陽に口説かれて / 태양에게 설득당해
7. 欲望のリインカーネーション / 욕망의 리인카네이션
8. 悲しみの忘れ方 / 슬픔 잊는 법
9. 失恋したら、顔を洗え！ / 실연하면, 얼굴을 씻어라!
(작사: 아키모토 야스시 / 작곡: 사이토 쿠니아키 / 편곡: 우치다 미츠루)
10. かき氷の片想い / 빙수의 짝사랑
(작사: 아키모토 야스시 / 작곡·편곡: 시라스케 사토루)
11. 大人への近道 / 어른으로의 지름길
(작사: 아키모토 야스시 / 작곡·편곡: 후루카와 타카히로)
12. 君は僕と会わない方がよかったのかな / 너와 나는 만나지 않는 편이 좋았던 걸까
(작사: 아키모토 야스시 / 작곡·편곡: Akira Sunset, ha-j)
13. 別れ際、もっと好きになる / 헤어질 때, 더 좋아진다
(작사: 아키모토 야스시 / 작곡·편곡: Akira Sunset, ha-j)
14. 嫉妬の権利 / 질투의 권리
(작사: 아키모토 야스시 / 작곡·편곡: 마루야마 마유코)
15. 不等号 / 부등호
(작사: 아키모토 야스시 / 작곡·편곡: 후쿠다 타카시)
16. 乃木坂の詩 / 노기자카의 시

DVD
1. 世界で一番　孤独なLover / 세상에서 가장 고독한 Lover
2. 制服のマネキン / 제복의 마네킹
3. ここにいる理由 / 여기에 있는 이유
4. バレッタ / 바렛타
5. 走れ！Bicycle / 달려라! Bicycle
6. おいでシャンプー / 이리 와 샴푸
7. 君の名は希望 / 너의 이름은 희망
8. 気づいたら片想い / 깨닫고 보니 짝사랑
9. ぐるぐるカーテン / 빙글빙글 커튼
10. 乃木坂の詩 / 노기자카의 시

### Type-D
CD
1. 命は美しい / 생명은 아름다워
2. 太陽ノック / 태양 노크
3. 今、話したい誰かがいる / 지금, 말하고 싶은 누군가가 있어
4. ハルジオンが咲く頃 / 봄망초 필 무렵
5. きっかけ / 계기
6. 太陽に口説かれて / 태양에게 설득당해
7. 欲望のリインカーネーション / 욕망의 리인카네이션
8. 悲しみの忘れ方 / 슬픔 잊는 법
9. 環状六号線 / 환상 육호선
(작사: 아키모토 야스시 / 작곡·편곡: 사이토 료스케)
10. 口約束 / 언약
(작사: 아키모토 야스시 / 작곡: Amber / 편곡: 와카타베 마코토)
11. ロマンティックいか焼き / 로맨틱 오징어 야키
(작사: 아키모토 야스시 / 작곡: 요코 켄스케 / 편곡: 시게나가 료스케)
12. ハウス！ / 하우스!
(작사: 아키모토 야스시 / 작곡·편곡: 후루카와 타카히로)
13. そんなバカな・・・ / 그런 바보같은・・・
(작사: 아키모토 야스시 / 작곡·편곡: Akira Sunset)
14. シャキイズム / 샤키이즘
(작사: 아키모토 야스시 / 작곡·편곡: 오카모토 켄스케)
15. ロマンスのスタート / 로맨스의 스타트
(작사: 아키모토 야스시 / 작곡: 오시다 마코토 / 편곡: 사사키 소사쿠, 오시다 마코토)
16. 乃木坂の詩 / 노기자카의 시

DVD
1. 마유코의 동영상

### 통상반
CD
1. 命は美しい / 생명은 아름다워
2. 太陽ノック / 태양 노크
3. 今、話したい誰かがいる / 지금, 말하고 싶은 누군가가 있어
4. ハルジオンが咲く頃 / 봄망초 필 무렵
5. きっかけ / 계기
6. 太陽に口説かれて / 태양에게 설득당해
7. 欲望のリインカーネーション / 욕망의 리인카네이션
8. 悲しみの忘れ方 / 슬픔 잊는 법
9. 空気感 / 공기감
10. 光合成希望 / 광합성 희망
11. 無表情 / 무표정
12. あらかじめ語られるロマンス / 미리 이야기되는 로맨스
13. 隙間 / 빈틈
14. 急斜面 / 급사면
15. 羽根の記憶 / 날개의 기억
16. 乃木坂の詩 / 노기자카의 시

## 선발 멤버

### 계기
- 아키모토 마나츠, 이쿠타 에리카, 이코마 리나, 이토 마리카, 이노우에 사유리, 에토 미사, 사이토 아스카, 사쿠라이 레이카, 시라이시 마이, 타카야마 카즈미, 니시노 나나세, 하시모토 나나미, 호시노 미나미, 호리 미오나, 마츠무라 사유리, 와카츠키 유미

### 태양에게 설득당해
- 아키모토 마나츠, 이쿠타 에리카, 이코마 리나, 이토 마리카, 이노우에 사유리, 에토 미사, 사이토 아스카, 사쿠라이 레이카, 시라이시 마이, 타카야마 카즈미, 니시노 나나세, 하시모토 나나미, 호시노 미나미, 호리 미오나, 마츠무라 사유리, 와카츠키 유미

### 욕망의 리인카네이션
- 카와고 히나, 카와무라 마히로, 사이토 치하루, 사이토 유리, 나카다 카나, 나카모토 히메카, 노죠 아미, 히구치 히나, 와다 마야

### 공기감
- 에토 미사, 시라이시 마이, 타카야마 카즈미, 하시모토 나나미, 마츠무라 사유리

### 광합성 희망
- 니시노 나나세

### Threefold choice
- 사이토 아스카, 호시노 미나미, 호리 미오나

### 저체온의 키스
- 이쿠타 에리카

### 실연하면, 얼굴을 씻어라!
- 나카모토 히메카, 노죠 아미

### 빙수의 짝사랑
- 이토 카린, 이토 쥰나, 키타노 히나코, 사가라 이오리, 사사키 코토코, 신우치 마이, 스즈키 아야네, 테라다 란제, 호리 미오나, 야마자키 레나, 와타나베 미리아

### 환상 육호선
- 이코마 리나, 이토 마리카, 이노우에 사유리

### 언약
- 아키모토 마나츠, 사쿠라이 레이카, 나카다 카나, 와카츠키 유미